# 切斯尼角
66°6′S 133°54′E / 66.100°S 133.900°E
切斯尼角（英語：Cape Cesney）是南極洲的海岬，位於威爾克斯地，是戴維斯灣入口處的西部，該海岬根據美國海軍拍攝的空中照片繪入地圖，現時由南極條約體系管理。